# Oisseau-le-Petit
Oisseau-le-Petit è un comune francese di 712 abitanti situato nel dipartimento della Sarthe nella regione dei Paesi della Loira.

## Società

### Evoluzione demografica
Abitanti censiti